# Kazuyuki Toda
Kazuyuki Toda (Tòquio, Japó, 30 de desembre de 1977) és un futbolista japonès que va disputar vint partits amb la selecció japonesa.